# Слап (Тржич)
Слап (словен. Slap) — поселення в общині Тржич, Горенський регіон, Словенія. Висота над рівнем моря: 536,4 м.